# Dejan Košir
Dejan Košir (ur. 30 stycznia 1973 w Jesenicach) – słoweński snowboardzista, dwukrotny medalista mistrzostw świata.

## Kariera
W zawodach Pucharu Świata zadebiutował 28 listopada 1996 roku w Tignes, zajmując 26. miejsce w slalomie równoległym (PSL). Tym samym już w swoim debiucie wywalczył pierwsze pucharowe punkty. Na podium zawodów tego cyklu po raz pierwszy stanął 18 stycznia 1997 roku w Kreischbergu, wygrywając rywalizację w slalomie równoległym. W zawodach tych wyprzedził dwóch Austriaków: Haralda Waldera i Helmuta Pramstallera. Łącznie 24 razy stawał na podium zawodów PŚ, odnosząc przy tym dwanaście zwycięstw: 5 w slalomie równoległym i 7 w gigancie równoległym (PGS). Najlepsze wyniki osiągnął w sezonie 2001/2002, kiedy to zajął czwarte miejsce w klasyfikacji generalnej, w klasyfikacjach giganta i giganta równoległego był pierwszy, w klasyfikacji PAR był drugi, a w klasyfikacji slalomu równoległego był trzeci. Ponadto w 2002/2003 był drugi w klasyfikacji PAR, a w sezonie 1997/1998 zajął drugie miejsce w klasyfikacji slalomu.
Jego największym sukcesem jest złoty medal w gigancie równoległym wywalczony na mistrzostwach świata w Kreischbergu w 2003 roku. Pokonał tam Simona Schocha ze Szwajcarii i Francuza Nicolasa Hueta. Ponadto zdobył srebrny medal w gigancie na mistrzostwach świata w Madonna di Campiglio w 2001 roku. Rozdzielił tam na podium Kanadyjczyka Jaseya-Jaya Andersona i Włocha Waltera Feichtera. Był też między innymi piąty podczas mistrzostw świata w 2003 roku. W 2002 roku wystartował na igrzyskach w Salt Lake City, gdzie zajął piąte miejsce w gigancie równoległym. Brał też udział w rozgrywanych cztery lata później igrzyskach w Turynie, kończąc rywalizację na szóstej pozycji.
W 2007 r. zakończył karierę.

## Osiągnięcia

### Igrzyska olimpijskie
| Miejsce | Dzień     | Rok  | Miejscowość    | Konkurencja       | Zwycięzca      |
| ------- | --------- | ---- | -------------- | ----------------- | -------------- |
| 5.      | 15 lutego | 2002 | Salt Lake City | Gigant równoległy | Philipp Schoch |
| 6.      | 22 lutego | 2006 | Turyn          | Gigant równoległy | Philipp Schoch |

### Mistrzostwa świata
| Miejsce | Dzień       | Rok  | Miejscowość          | Konkurencja       | Zwycięzca          |
| ------- | ----------- | ---- | -------------------- | ----------------- | ------------------ |
| 30.     | 22 stycznia | 1997 | San Candido          | Gigant            | Thomas Prugger     |
| 28.     | 23 stycznia | 1997 | San Candido          | Slalom            | Bernd Kroschewski  |
| 18.     | 25 stycznia | 1997 | San Candido          | Slalom równoległy | Mike Jacoby        |
| 28.     | 13 stycznia | 1999 | Berchtesgaden        | Gigant            | Markus Ebner       |
| 11.     | 15 stycznia | 1999 | Berchtesgaden        | Slalom równoległy | Nicolas Huet       |
| 2.      | 22 stycznia | 2001 | Madonna di Campiglio | Gigant            | Jasey-Jay Anderson |
| 29.     | 24 stycznia | 2001 | Madonna di Campiglio | Gigant równoległy | Nicolas Huet       |
| 7.      | 26 stycznia | 2001 | Madonna di Campiglio | Slalom równoległy | Gilles Jaquet      |
| 1.      | 13 stycznia | 2003 | Kreischberg          | Gigant równoległy | -                  |
| 5.      | 14 stycznia | 2003 | Kreischberg          | Slalom równoległy | Siegfried Grabner  |
| 30.     | 18 stycznia | 2005 | Whistler             | Gigant równoległy | Jasey-Jay Anderson |
| 16.     | 19 stycznia | 2005 | Whistler             | Slalom równoległy | Jasey-Jay Anderson |
| 23.     | 16 stycznia | 2007 | Arosa                | Gigant równoległy | Rok Flander        |
| 7.      | 17 stycznia | 2007 | Arosa                | Slalom równoległy | Simon Schoch       |

### Puchar Świata

#### Miejsca w klasyfikacji generalnej
- sezon 1996/1997: 42.
- sezon 1997/1998: 8.
- sezon 1998/1999: 29.
- sezon 1999/2000: 27.
- sezon 2000/2001: 11.
- sezon 2001/2002: 4.
- sezon 2002/2003: -
- sezon 2003/2004: -
- sezon 2004/2005: -
- sezon 2005/2006: 46.
- sezon 2006/2007: 132.

#### Miejsca na podium
1. Kreischberg – 18 stycznia 1997 (slalom równoległy) – 1. miejsce
2. Sölden – 30 listopada 1997 (slalom równoległy) – 2. miejsce
3. Grächen – 10 stycznia 1998 (slalom równoległy) – 1. miejsce
4. Lienz – 14 stycznia 1998 (slalom równoległy) – 3. miejsce
5. Tandådalen – 12 marca 1998 (slalom równoległy) – 2. miejsce
6. Kreischberg – 6 marca 1999 (slalom równoległy) – 3. miejsce
7. Livigno – 16 marca 2000 (slalom równoległy) – 3. miejsce
8. Ischgl – 1 grudnia 2000 (slalom równoległy) – 2. miejsce
9. Ischgl – 3 grudnia 2000 (gigant równoległy) – 1. miejsce
10. Gstaad – 10 stycznia 2001 (slalom równoległy) – 1. miejsce
11. Valle Nevado – 8 września 2001 (gigant równoległy) – 1. miejsce
12. Tignes – 18 listopada 2001 (gigant równoległy) – 2. miejsce
13. Whistler – 10 grudnia 2001 (gigant równoległy) – 1. miejsce
14. Mont-Sainte-Anne – 14 grudnia 2001 (gigant równoległy) – 1. miejsce
15. Mont-Sainte-Anne – 15 grudnia 2001 (slalom równoległy) – 3. miejsce
16. Bardonecchia – 19 stycznia 2002 (gigant) – 2. miejsce
17. L’Alpe d’Huez – 11 stycznia 2002 (gigant równoległy) – 1. miejsce
18. Bad Gastein – 29 stycznia 2002 (slalom równoległy) – 1. miejsce
19. Sapporo – 1 marca 2002 (gigant równoległy) – 3. miejsce
20. Tandådalen – 6 grudnia 2002 (gigant równoległy) – 1. miejsce
21. Sapporo – 1 marca 2003 (gigant równoległy) – 2. miejsce
22. Arosa – 14 marca 2003 (gigant równoległy) – 3. miejsce
23. Badgastein – 6 stycznia 2004 (slalom równoległy) – 1. miejsce
24. Petersburg – 7 stycznia 2005 (slalom równoległy) – 2. miejsce